# Penaherreraus pubicornis
Penaherreraus pubicornis är en skalbaggsart som först beskrevs av Audinet-serville 1835.  Penaherreraus pubicornis ingår i släktet Penaherreraus och familjen långhorningar.
Artens utbredningsområde är:
- Paraguay.
- Venezuela.

Inga underarter finns listade i Catalogue of Life.